# Chilikadrotna River
Der Chilikadrotna River ist ein 90 Kilometer langer linker Nebenfluss des Mulchatna River im Südwesten des US-Bundesstaats Alaska.

## Flusslauf
Sein Quellgebiet sind die Twin Lakes im Lake-Clark-Nationalpark. Er fließt westwärts und mündet in den Mulchatna River.

## Naturschutz
Die ersten 18 Kilometer des Chilikadrotna innerhalb des Nationalparks wurden 1980 durch den Alaska National Interest Lands Conservation Act als National Wild and Scenic River unter der Verwaltung des National Park Service ausgewiesen.